# 위키백과
위키백과(위키百科, IPA: [ɥikçibɛ̝k̚k͈wa̠], [ykçibɛ̝k̚k͈wa̠] ( 듣기)) 또는 위키피디아(영어: Wikipedia, IPA: [ˌwɪkɪˈpiːdɪə] ( 듣기))는 누구나 자유롭게 쓰는 다언어판 온라인 백과사전이다. 협업을 개방한 위키 기반 편집 시스템을 사용하여 자발적인 위키백과 사용자 공동체가 작성하고 관리한다. 위키백과는 대표적인 집단 지성의 사례로 평가받으며 역사상 최대로 가장 많이 읽는 참고서이기도 하다. 시밀러웹과 (과거) 알렉사 인터넷에서 가장 인기있는 웹사이트 10곳 중 하나로 꾸준히 순위를 올린다. 2024년 1월 기준으로 위키백과는 세계에서 7번째로 인기 있는 사이트로 순위를 올렸다. 위키백과는 자유 저작물을 보유하고 상업적인 광고가 없다. 주로 기부금으로 지원을 받는 비영리 단체인 위키미디어 재단이 소유하고 지원한다.
위키백과는 2001년 1월 15일 지미 웨일스와 래리 생어가 창립하였다. 생어는 위키(wiki)와 백과사전(encyclopedia)이라는 두 이름을 섞어서 '위키피디아'라는 이름을 만들어냈다. 웨일스는 프리드리히 하이에크와 오스트리아 경제학파와 관련된 자생적 질서의 영향을 받았다. 이 개념들은 자유지상주의 경제학자 마크 손턴이 널리 알렸다. 처음에는 영어판만 제공하였으나 빠르게 다른 언어판 개발을 이루었다. 2024년을 기준으로 영어판 6,801,674개, 한국어판 718,986개를 비롯하여 300여 언어판을 합하면 전체 위키백과의 일반 문서(넘겨주기와 막다른 문서 제외)의 수는 5,500만 개를 넘는다. 한 달 순수 방문자 수는 약 17억명이다. 2006년 타임지는 누구나 편집하도록 허용하는 정책이 위키백과를 세계 최대의 백과사전으로 만들었다고 기술했다.
위키백과는 지식의 민주화를 달성하고 다양한 분야, 고유한 구조와 문화를 갖추면서도 상업적 편향의 정도를 줄였다는 점에서 좋은 평가를 받는다. 그러나 여성에 대한 젠더 편향, 이념적 편향 등 구조적 편향을 노출했다는 점에서 비판을 받았다. 위키백과의 신뢰도는 2000년대에 종종 비판을 받았으나 시간이 지나며 개선되어 2010년대 말과 2020년대 초에 대체로 좋은 평가를 받았다. 코로나19 범유행, 러시아의 우크라이나 침공 등 이 웹사이트에서 논란이 많았던 주제들은 상당한 미디어 집중을 받았다. 특정 페이지들부터 사이트 전체에 이르기까지 세계 일부 정부들이 검열을 유지한다.
위키백과 저작권은 크리에이티브 커먼즈 라이선스(CCL)와 GNU 자유 문서(GFDL) 2중 라이선스를 따른다. 두 라이선스 모두 자유 콘텐츠를 위한 라이선스로 일정한 요건을 갖춘다면 사용에 제약을 받지 않는다.

## 역사

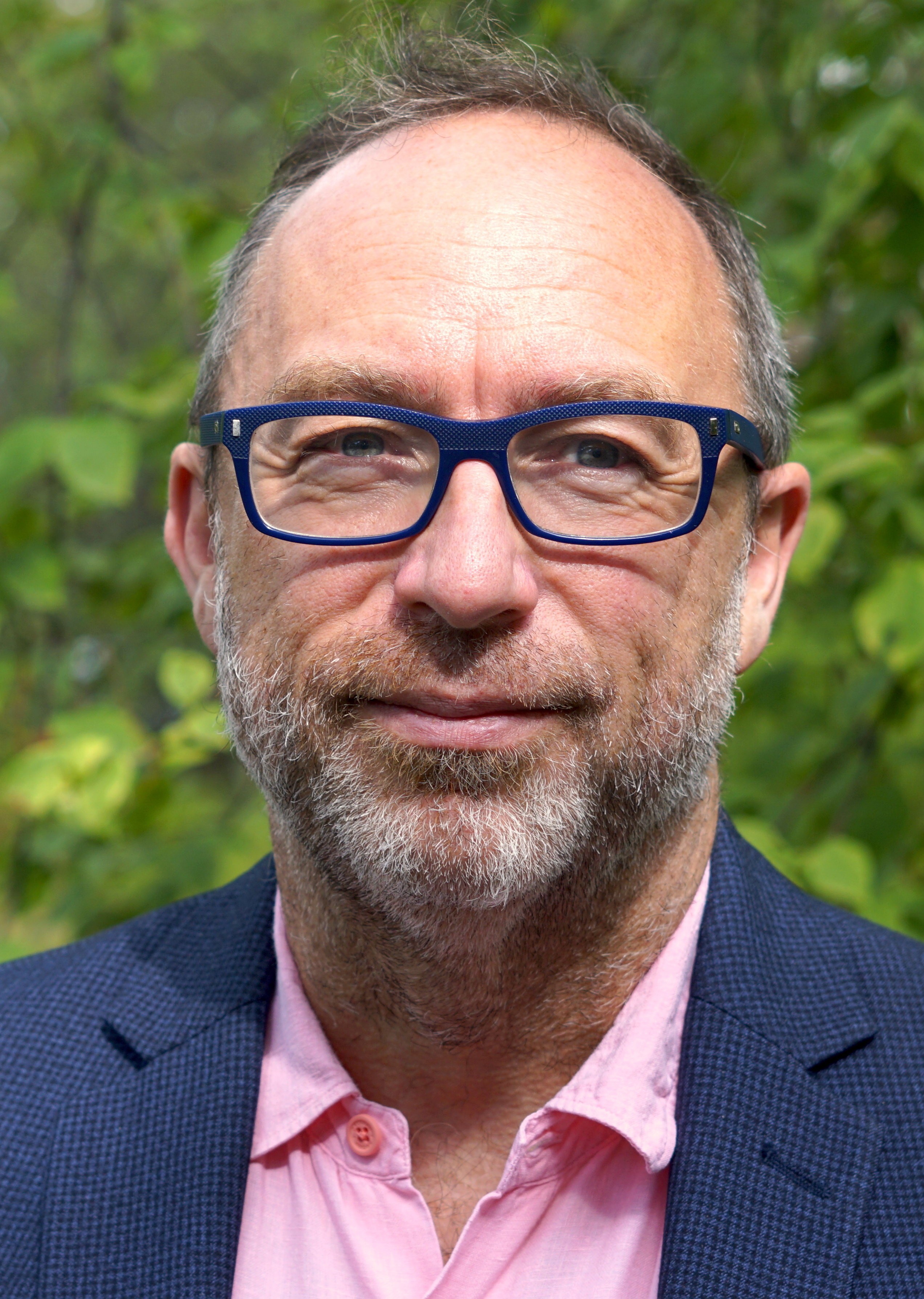
위키백과 설립자 지미 웨일스의 모습.

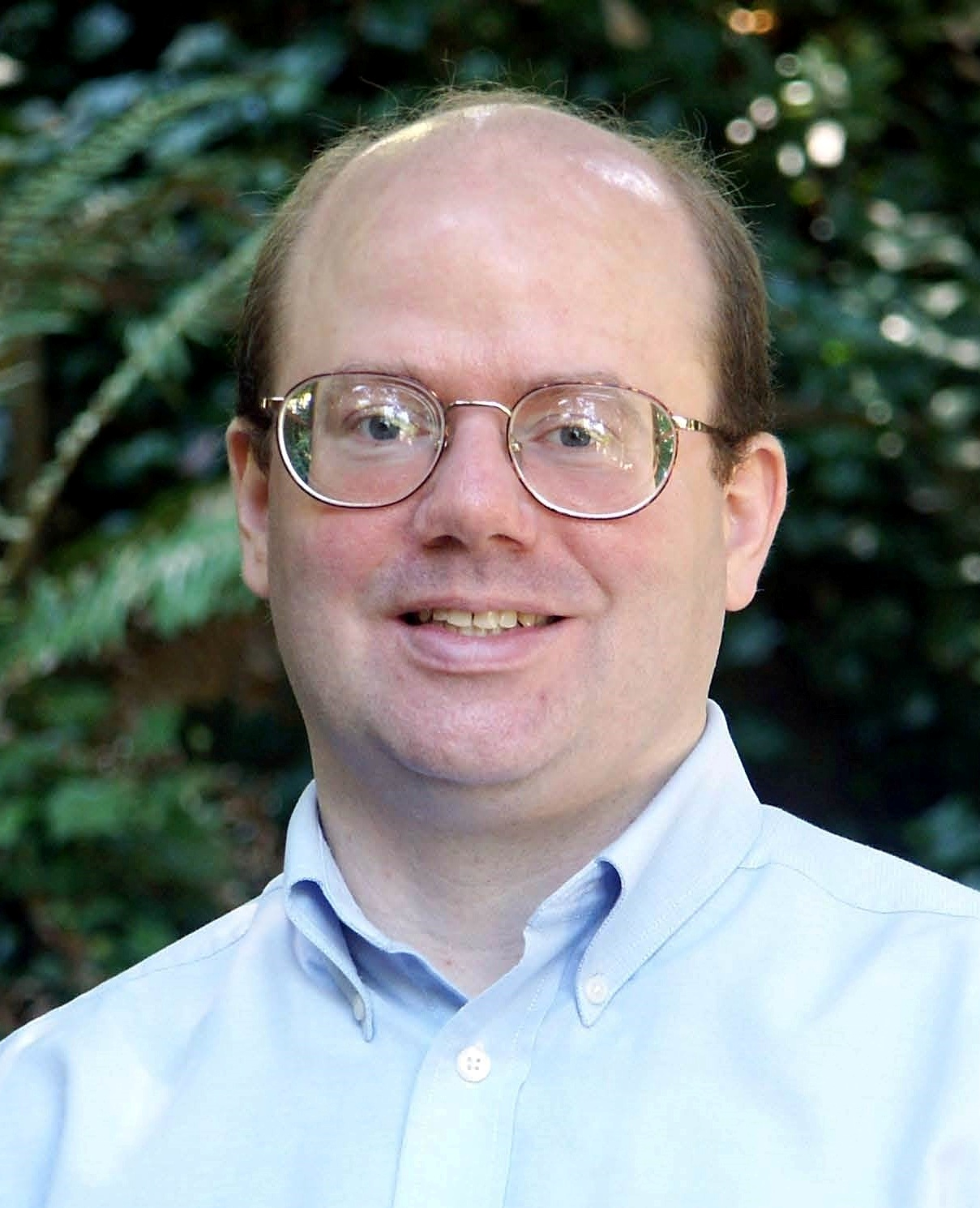
위키백과 공동 창립자 래리 생어의 모습.

### 누피디아
위키백과 이전에도 온라인 백과사전을 운영하려는 여러 시도들이 있었으나 실패하였다. 위키백과 영어판은 전문가들이 작성했던 백과사전인 누피디아에서 비롯하였다. 누피디아는 웹 포털 회사인 보미스가 2000년 3월 9일에 개시하였다. 보미스의 CEO였던 지미 웨일스와 편집장 래리 생어는 누피디아의 글들을 오픈 콘텐츠로 제시하기로 하였고 리처드 스톨먼이 주도한 GNU 자유 문서 라이선스로 제공하였다. 누피디아는 그리 성공적이지 않았고, 지미 웨일스와 래리 생어는 누구나 참여할 수 있는 백과사전으로 위키백과를 개설하였다. 생어는 모두의 백과사전이라는 목표를 분명히 하기 위해 이름에 위키를 넣었다. 2001년 1월 10일, 생어는 누피디어 메일링 리스트를 통해 누피디아 프로젝트를 보완하기 위해 위키를 도입했다고 밝혔다.

### 출범과 성장
위키백과는 2001년 1월 15일 서비스를 개시하였다. 도메인은 www.wikipedia.com을 사용하였고 사용 언어는 영어 하나뿐이었다. 래리 생어는 위키백과의 출범 소식 역시 누피디아 메일링 리스트를 통하여 알렸다. 위키백과가 시작한지 한 달 안에 중립성 정책이 수립되었다. 이후 몇 가지 정책이 수립되면서 위키백과는 누피디아와는 별개인 서비스가 되었다. 애초에 보미스는 위키백과를 영리 목적으로 운영하려고 하였다.
위키백과의 초기 편집자들은 누피디아, 슬래시닷, 그리고 웹 검색 엔진을 통해 유입되었다. 2001년 8월 8일 위키백과의 문서수는 약 8,000개가 되었다. 2001년 말이 되자 위키백과는 18개 언어판으로 늘었고, 문서 수는 2만여 개까지 늘어났다. 위키백과를 서비스 하는 언어는 2002년 말에는 26개, 2003년 말에는 46개, 2004년 말에는 161개로 늘어났다. 누피디아는 위키백과와 병립하여 운영되다가 컨텐츠를 위키백과로 넘기고 2003년 서버를 다운시켜 마감하였다.
2002년 사용자 사이에서 위키백과의 광고 수주와 그에 따른 상업적 운용에 대한 우려가 커졌고, 이에 따라 스페인어 위키백과 사용자들은 위키백과 소스를 포크하여 별도의 위키백과인 엔시클로페디아 리브레(Enciclopedia Libre Universal en Español)를 개설하였다. 이에 자극받은 지미 웨일스는 위키백과에 광고를 도입하지 않겠다고 선언하였고 도메인을 wikipedia.com에서 wikipedia.org로 변경하였다.
영어 위키백과의 증대 속도는 2007년 초 정점을 찍었고, 2009년 8월 3백만 문서를 넘겼다. 위키백과 전체의 문서수는 2006년 가장 빠르게 늘어 매일 약 1,800 개의 문서가 새로 생겨났다. 그 뒤로 문서 증가 속도는 둔화되어 2013년의 경우 연평균으로 보았을 때 매일 약 800개의 문서가 새로 생겨났다. 위키백과의 성장 둔화 원인에 대해 팰로앨토 연구소는 프로젝트의 품질이 고급화되면서 변화에 대한 저항이 있다고 분석한 바 있다. 성장 둔화에 대한 다른 분석으로는 "낮은 가지에 달린 열매"처럼 주제나 가치가 분명하여 쉽게 만들 수 있는 문서는 이미 다 만들어졌기 때문이라는 설명이 있다.
2009년 11월 스페인 마드리드의 후안 카를로스 국왕 대학교의 연구자는 2009년 1분기 동안 영어 위키백과가 49,000여 명의 기여자를 잃었다는 분석을 내놓았다. 2008년의 같은 기간에 줄어든 기여자 수가 4,900여 명이었던 것에 비해 열 배나 더 많은 수치였다. 《월스트리트 저널》은 까다로워진 편집 지침의 증가가 이러한 경향을 이끌었다고 보도하였다. 지미 웨일스는 이러한 연구가 잘못된 방법론에 의한 것이라며 분석 결과를 거부하였다. 2년 뒤인 2011년 지미 웨일스는 한 인터뷰에서 기여자 감소를 인정하였지만, 2010년 6월의 "최소 36,000 명의 편집자"에서 2011년 6월 당시의 35,800 명의 편집자 사이의 격차는 그리 크지 않다고 주장하면서 위키백과 편집자의 수는 "안정적이고 지속적"이라고 말하였다. 2013년 매사추세츠 공과대학교의 《테크놀로지 리뷰》에 실린 〈위키백과의 하락〉(The Decline of Wikipedia)은 지미 웨일스의 이러한 주장을 반박하고 있다. 이 글의 분석에 따르면 위키백과는 2007년 이후 위키백과 문서를 업데이트하고 교정하던 자원 편집자 가운데 3분의 1을 잃었으며, 편집자의 상당수는 사소한 편집만을 하는 것으로 나타났다.《디 애틀랜틱》 2012년 7월호는 관리자의 수 역시 줄어들었다고 보도하였다. 2013년 11월 25일 《뉴욕》의 캐서린 워드는 “여섯 번째로 많이 사용되는 웹사이트인 위키백과가 내부 비판에 휩싸였다”는 기사를 내보냈다.

### 주요 이력
2007년 1월 위키백과는 처음으로 가장 인기있는 웹사이트 리스트 Top10에 이름을 올렸다. 컴스코어는 위키백과의 연간 방문자를 4,290만 명으로 집계하며 9위로 올렸고, 《뉴욕타임즈》는 10위로 올렸다. 애플은 11위로 집계하였다. 2006년도의 순위가 33위였던 것에 비하면 놀라운 부상이었다. 2015년 3월 위키백과는 5위를 기록하였다. 이 시기 순위는 알렉사 인터넷의 조사에 의한 것으로, 위키백과는 2014년 내내 매 월 8억 이상의 페이지 뷰를 기록하였다.
2012년 1월 영어 위키백과는 미국 의회의 온라인 저작권 침해 금지 법안(SOPA)와 지적 재산권 보호 법안(PIPA)의 제정 시도에 맞서 SOPA와 PIPA 반대 시위의 일환으로 24시간 블랙아웃 시위를 벌였다.
2014년 1월 20일 수보드 바르마(Subodh Varma)는 《이코노믹 타임즈》에 투고한 글을 통해 위키백과가 2012년 12월에서 2013년 12월 사이에 전체적으로 페이지 뷰가 10퍼센트에 달하는 2억 번 이상의 페이지뷰를 잃었다고 발표하였다. 주요 언어판에 따라 나누면 영어 위키백과의 페이지뷰 감소율은 12%, 독일어가 17%, 일본어는 9%였다. 바르마는 "만일 위키백과 운영자들이 통계 집계에 오류가 있다고 주장한다면 지난해 도입된 구글의 지식 그래프가 그 입을 다물게 할 것"이라고 덧붙였다. 뉴욕 대학교의 부교수 클레이 셔키는 지식 그래프가 다른 사이트들의 페이지뷰를 잠식하고 있는 것에 대해 "검색 페이지에서 당신의 질문에 대한 답을 바로 볼 수 있는데 굳이 그 사이트를 방문하겠는가?"라고 반문하였다.
2016년 12월 위키백과는 가장 인기있는 웹사이트 리스트에 5위로 기록되었다.

## 특징

### 개방성

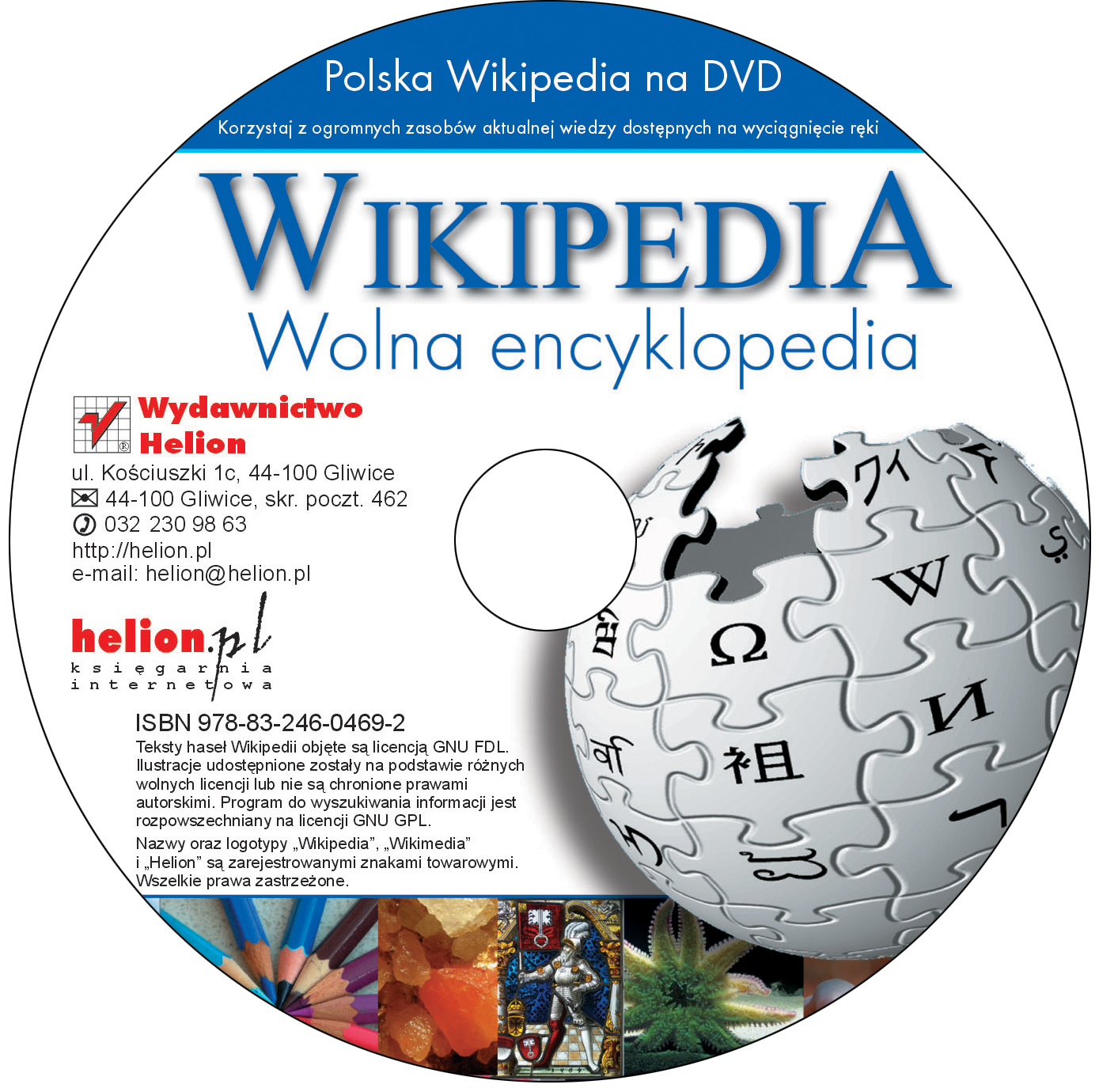
폴란드어 위키백과의 문서를 담은 DVD이며, 2007년 7월 말에 나왔다.

위키백과의 가장 큰 특징은 누구나 편집과 관리에 참여할 수 있다는 점이다. 인터넷을 통해 누구나 글을 고칠 수 있는 체계인 위키로 만들어져 있어 집단 지성적 특성을 가진다. 개방성은 위키백과의 가장 큰 특징 가운데 하나로, 원칙적으로 사용자들은 누구든 거의 모든 문서를 새로 만들고 수정할 수 있다. 하지만 장기인증 사용자만 편집하고 수정할 수 있는 문서도 있다.
그러나 이러한 강점은 동시에 악의적인 문서의 훼손이나 부정확한 내용의 수록에 취약하다는 약점이 되기도 한다. 위키백과 커뮤니티는 이러한 약점을 보완하기 위해 편집 규칙을 정하고 일부 문서에 대한 생성과 편집을 규제하고 있다. 2009년 이후 여러 언어마다 위키백과 편집에 대한 커뮤니티의 규제가 강화되었다. 영어 위키백과는 대중적 관심이 높은 문서에 대한 편집을 위해서는 로그인이 필요하도록 하였고, 독일어 위키백과는 모든 문서에 대해 로그인 된 사용자만이 편집할 수 있도록 하였다.
과도한 편집 규제는 위키백과 성장의 걸림돌이라는 지적이 있고, 위키백과 커뮤니티 내에서도 과감한 편집은 위키백과의 기본 원칙 가운데 하나로 새로운 사용자를 포용하기 위해서라도 지켜져야 한다는 의견들이 있다.
한편, 위키백과 커뮤니티 내에 존재하는 편향으로 인해 여성을 비롯한 다양한 집단에 대한 개방이 부족하다는 지적도 있다. 2014년 8월 게이머게이트 논쟁에서 영어 위키백과의 중재위원회가 내린 5명의 여성주의 운동가 차단 결정은 위키백과의 개방성에 대한 많은 논란을 불러오기도 하였다.

### 수정과 검토
위키백과의 문서들은 끊임없이 누군가에 의해 수정된다. 위키백과의 편집 시스템인 미디어위키는 다양한 방법으로 문서의 수정 사항을 사용자에게 알려주어 검토할 수 있도록 한다. 사용자는 문서의 역사를 확인하여 누가 언제 어떤 내용을 수정했는지 확인할 수 있다. 만약 변경 내용이 악의적인 문서 훼손이라면 사용자는 이를 손쉽게 되돌릴 수 있다. 또한 사용자는 시스템이 제공하는 "최근 바뀜"과 "주시문서 목록" 등의 기능을 통해 문서의 변경 사항을 쉽게 파악할 수 있다. 이러한 기능은 위키백과가 반달리즘으로부터 문서 훼손을 보호할 수 있도록 돕는다.
위키백과는 시작과 함께 문서의 신뢰성에 대한 의문이 따라다녔다. 누군가 보다 전문가적인 입장에서 사용자의 편집을 검토하고 제한할 수 있어야 한다는 주장이 늘 있다. 위키백과의 공동창립자인 래리 생어는 결국 이 문제로 인해 위키백과를 떠나 전문가의 검토를 거치는 시티즌디움을 창립하였다. 위키백과 역시 몇 차례의 명백한 오류와 특정 집단의 의도적인 개입으로 완전한 개방 정책을 수정하지 않을 수 없었다. 오랫동안 《USA 투데이》의 편집장을 역임했던 존 시겐설러가 존 F. 케네디의 암살에 연루되었다는 거짓 정보가 위키백과에 올라온 사례는 오랫동안 위키백과 문서의 오류에 대한 사례로 거론되었고, 2016년 1월에는 스위스의 정보 기관 공무원이 수년에 걸쳐 약 5,500건에 달하는 문서를 악의적으로 편집하였다가 아이피가 차단되는 일이 벌어지기도 하였다.
위키백과의 문서 품질은 사용자들의 지속적인 수정과 검토에 의해서 유지되고 향상된다. 2003년 안드레 시포릴리는 위키백과 컨텐츠의 유지는 파괴적 활동보다 창조적 활동량이 훨씬 많기 때문에 가능한 것이라는 분석을 내놓았다. 그러나 교묘한 거짓 정보는 매우 오랜 기간 검토되지 못한 채 남아있는 경우도 있다. 영어 위키백과에서는 2005년 1월 31일 등재된 연쇄 강간범 잭 로비쇼라는 문서가 완전히 허구의 인물을 서술한 것이라는 것을 2015년이 되어서야 발견한 일도 있었다. 이 문서는 2015년 9월 3일 삭제되었다.

### 커뮤니티

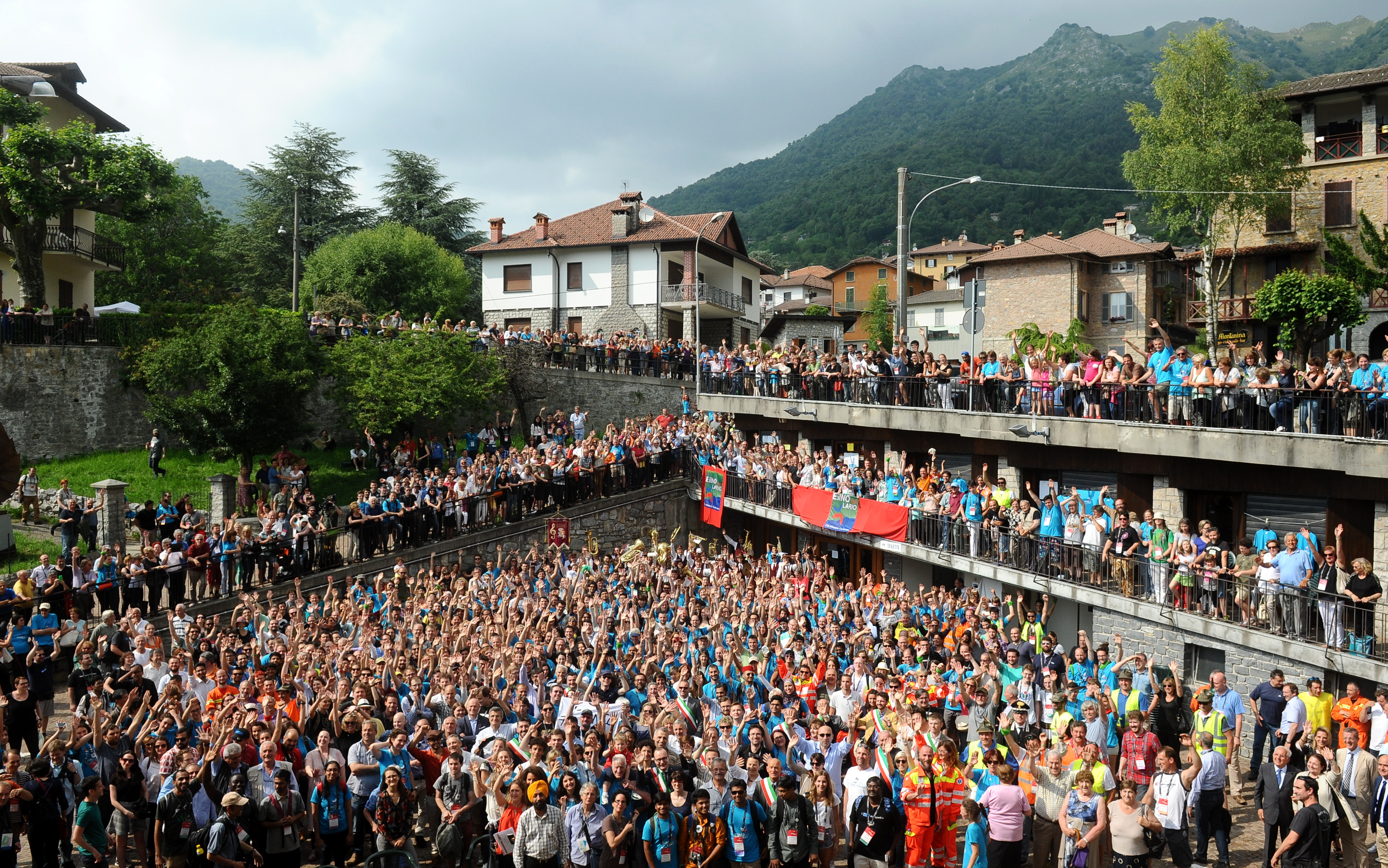
위키마니아 2016 행사에 참가한 위키백과 사용자들

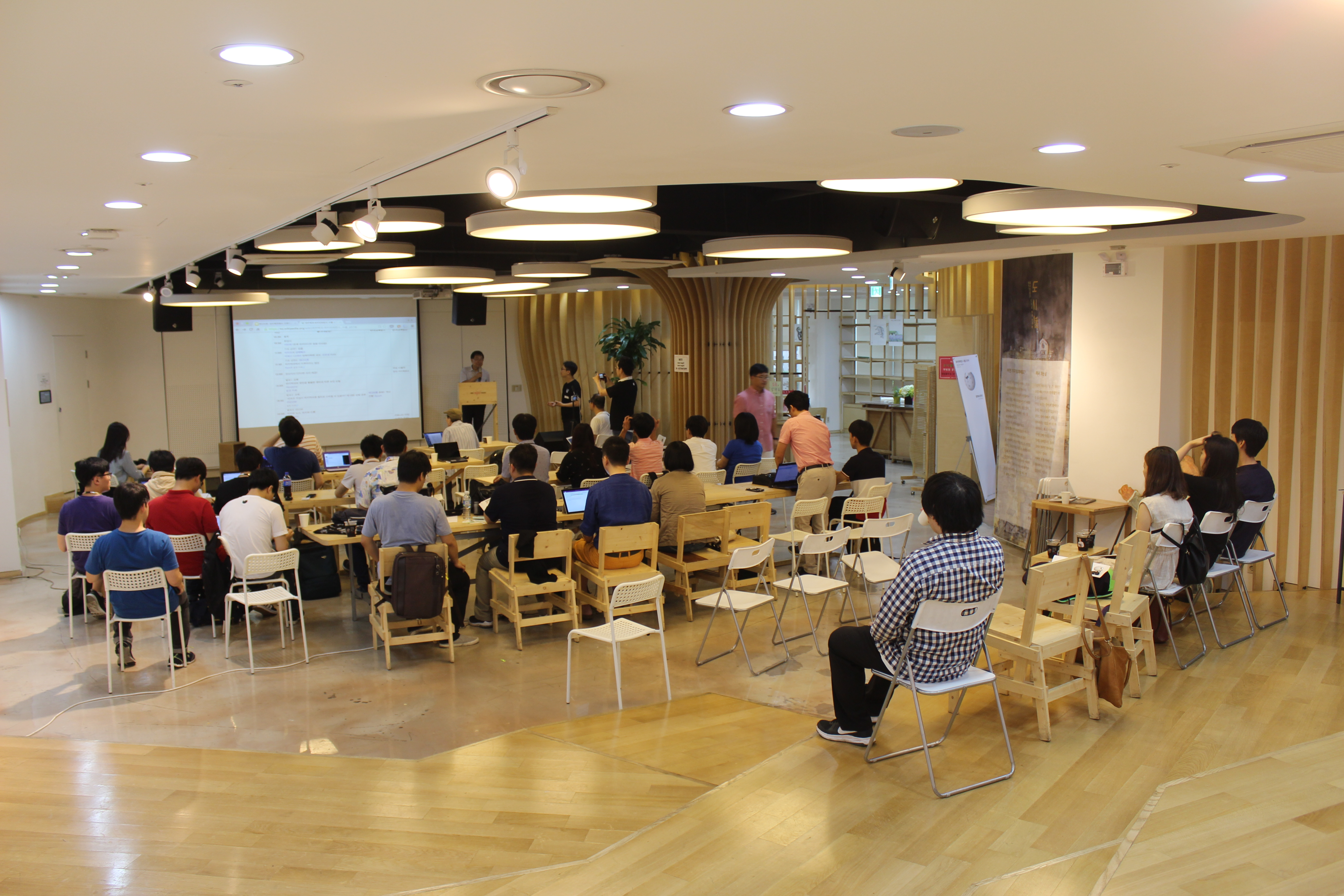
위키컨퍼런스 서울 2016에 참여한 위키백과 사용자들

위키백과의 콘텐츠는 사용자들의 자발적인 참여로 이루어지기 때문에 사용자 간의 소통이 매우 중요하다. 이를 위해 위키백과는 사랑방과 같은 커뮤니티 공간을 제공하고 있다. 또한 위키백과의 모든 문서에는 "토론" 탭이 있어서 사용자들 사이에 문서 개선을 위한 토론이 이루어지도록 하고 있다.
위키백과 사용자들은 위키컨퍼런스와 같은 오프라인 모임을 통해 관심사를 공유하기도 한다. 위키백과를 운영하고 있는 위키미디어 재단은 매년 세계적인 컨퍼런스인 위키마니아 행사를 갖고 있다. 2016년 위키마니아는 이탈리아의 에시노라리오에서 열렸다. 위키마니아에서는 위키백과뿐만 아니라 위키미디어 재단이 운영하고 있는 위키미디어 공용, 위키데이터, 위키책, 위키문헌, 위키낱말사전과 같은 여러 자매 프로젝트의 주요 관심사도 함께 논의된다. 위키미디어 재단은 이들 여러 프로젝트의 활성화를 위해 세계 각지의 지부나 사용자 모임을 지원하는 사업도 하고 있다. 대한민국에서는 한국위키미디어협회가 자발적 사용자 모임으로 활동중이다. 한국위키미디어협회는 2016년 1월 15일 위키백과 15주년 기념행사를 가졌다.
위키백과 커뮤니티는 종종 컬트적인 것으로 묘사되지만, 그것이 늘 부정적인 면을 부각하는 것은 아니다. 위키백과 사용자들은 훌륭한 활동에 대해 반스타를 부여하여 서로의 동기 유발을 지원하기도 한다.
위키백과는 사용자의 익명성을 보장한다. 다중이 익명으로 참여한다고 하더라도 커뮤니티가 활력을 띄면 정보의 질은 꾸준히 향상된다. 위키백과의 이러한 작업 방식은 크라우드 소싱이라는 이름으로 다른 분야에서도 시도되고 있다. 그러나 실제로 위키백과에 정보를 추가하는 사람들은 전체 사용자 가운데 극히 소수라는 연구가 있고, 로그인 하지 않은 사용자에 대해서는 위키백과 커뮤니티가 이등시민 취급을 한다는 비판도 있다. 다트머스 대학교 연구진은 이를 검증하기 위한 2007년 연구에서 "로그인 하지 않은 익명의 편집자나 기여 횟수가 적은 편집자의 활동 역시 로그인 사용자와 동등한 신뢰성을 보인다"고 밝혔다. 2009년 《비지니스 인사이더》의 편집인 헨리 블라젯은 위키백과 문서에 대한 표집 조사 결과 대다수의 문서가 "아웃사이더"에 의해 생성된 뒤 "인사이더"에 의해 완성된다고 분석하였다.
몇몇 언어의 위키백과 커뮤니티는 자체적으로 문서를 엮어서 출판물을 제작하기도 하는데, 독일어 위키백과의 경우 독일어 위키백과의 문서를 모아 2004년에 CD로, 2005년와 2006년에는 DVD와 책으로 제작하였다.

### 라이선스
위키백과의 내용은 처음에는 GNU 자유 문서 사용 허가서 아래 배포되었으나 2009년 6월, 크리에이티브 커먼즈 저작자표시-동일조건변경허락 3.0 Unported 라이선스로 변경되었다. 2023년 6월부터는 크리에이티브 커먼즈 저작자표시-동일조건변경허락 4.0 국제 라이선스로 변경되었다.

## 관리
위키백과는 특별한 위계가 없는 사용자들의 집단 활동이라는 점에서 아나키즘의 요소를 갖는 민주주의 체계로 평가되기도 한다. 위키백과 내의 모든 문서는 직접 내용 편집에 참여한 사용자를 포함하여 어느 누구도 소유권을 주장할 수 없다. 위키백과의 이러한 규칙은 커뮤니티가 공동으로 소유하는 가치에 대한 사적 이익 추구를 억제함으로써 공유지의 비극을 방지하고자 만들어졌다.
위키백과의 관리는 다섯 원칙의 정신과 이를 구현하기 위한 정책과 지침에 따라 이루어진다. 정책과 지침은 커뮤니티의 총의에 의해 수립되거나 수정된다. 총의의 개념은 2005년 찰스 메튜의 위키미디어 메일링 리스트에서 설명된 바와 같이 단순한 만장일치가 아닌 현시점에서 커뮤니티가 내릴 수 있는 최선의 타협이다. 위키백과의 커뮤니티는 각각의 언어마다 독립되어 있기 때문에, 언어판마다 총의는 다를 수 있다. 위키백과 초창기 가장 큰 논란은 문서의 중립성 확보였고, 이에 따라 위키백과가 시작된지 한 달 만에 중립적 시각이 정책으로 지정되었다. 한국어 위키백과 역시 2004년 중립적 시각 정책을 도입하였다. 문서와 커뮤니티의 성장에 따라 지침이 필요한 다양한 사안이 발생하였기 때문에 위키백과의 정책과 지침 역시 이에 대응할 수 있도록 다양하게 늘어났다.
위키백과 사용자들 사이의 논쟁 또는 분쟁은 모두 위키백과 커뮤니티 안에서 해결된다. 사용자들 사이의 문제는 서로간의 토론을 통해 해결하는 것이 가장 바람직하지만, 문서의 훼손이나 악의적인 행위 등으로부터 선의의 편집 활동을 보호하기 위한 조치도 필요하다. 문서를 삭제하거나 악의적인 사용자를 차단하는 것과 같은 활동은 커뮤니티 안에서 충분히 신뢰할 수 있다고 평가받아 관리자로 선출 된 사용자가 실행한다. 한편 사용자 사이의 논쟁은 중재위원회와 같은 기구를 통해 상호 조정을 이루기도 한다.

## 운영
위키백과는 위키미디어 재단이 운영하는 위키미디어 프로젝트 가운데 하나이다. 위키미디어 프로젝트에는 위키백과 외에도 위키낱말사전, 위키책, 위키미디어 공용, 위키문헌, 위키인용집, 위키데이터 등이 있다. 모든 위키미디어 프로젝트는 자발적으로 참여하는 사용자들의 커뮤니티에 의해 운영되며 위키미디어 재단은 이들 프로젝트의 유지, 소프트웨어와 하드웨어의 관리, 사용자 커뮤니티에 대한 지원과 같은 일들을 담당한다.

### 위키미디어 재단

위키미디어 재단 로고

위키미디어 재단은 미국 캘리포니아주 샌프란시스코에 본부를 둔 비영리 기구로 위키백과를 비롯한 위키미디어 프로젝트의 유지를 위한 기금을 조성하고 호스팅하고 있다. 위키백과가 시작된 지 2년 후인 2003년 6월 20일 플로리다주 법인으로 설립되었으며 2007년 본부를 샌프란시코로 이전하였다. 2013년 귀속분 국세청 신고서에 따르면 재단의 기금 수익은 3천9백7십만 달러이고 지출된 경비는 2천9백만 달러이다. 또한 총 자산은 3천7백2십만 달러로 이 가운데 부채는 230만 달러이다.
2014년 5월 위키미디어 재단은 초대 사무국장 슈 가드너가 퇴임하고 2대 사무국장으로 라일라 트레티코프를 지명하였다. 《월스트리트 저널》은 2014년 5월 1일자 보도를 통해 새로운 사무국장의 취임을 소개하면서 트레티코프의 “정보는 공기와 같이 자유를 좋아한다.”는 말을 인용하였다. 2016년 6월 3대 사무국장으로 캐서린 마허가 취임하였다. 마허는 위키미디어 프로젝트의 운영 방향에 대해 커뮤니티 내에서 상호 공감을 형성하는 것이 무엇보다 중요하다는 입장을 밝혔다.

### 소프트웨어
위키백과의 운영 프로그램은 미디어위키이다. 오픈 소스로 배포되는 자유 소프트웨어인 미디어위키는 PHP 기반의 위키 소프트웨어로 MySQL 데이터베이스를 이용한다. 위키백과 초기에는 펄로 작성된 유스모드위키를 사용하였으나 2002년 1월에 마그누스 만스커가 개발한 PHP와 MySQL 기반의 위키가 도입되었고, 다시 2002년 7월 리 다니엘 크로커가 개발한 미디어위키를 3세대 소프트웨어로 도입하였다. 미디어위키는 이후로도 여러차례 업데이트되어 위키백과를 비롯한 여러 위키미디어 프로젝트를 운영하는 소프트웨어가 되었다.

### 하드웨어
위키백과는 낮 시간을 기준으로 1초에 25,000~60,000페이지 요청을 수신한다. 페이지 요청은 먼저 스퀴드 캐시 서버의 프론트엔드 계층으로 내보낸다. 스퀴드 캐시가 처리할 수 없는 요청은 리눅스 버추얼 서버 소프트웨어를 실행하고 있는 부하 제어 서버로 내보낸다. 즉, 데이터베이스로부터 렌더링한 페이지를 보여 주기 위해 아파치 웹 서버들 가운데 하나로 요청을 내보낸다는 뜻이다. 웹 서버는 요청한 페이지를 전달하여 모든 언어판의 위키백과에 대한 페이지 렌더링을 수행한다. 속도를 더 빠르게 하기 위해 렌더링 된 페이지는 만료될 때까지 분산 메모리 캐시에 캐시 처리되며 이로써 동일한 페이지 접근에는 대부분 페이지 렌더링을 완전히 생략할 수 있다.

위키미디어 서버 시스템 구성도 (2010년 12월 28일 기준)

현재 사용되고 있는 위키백과의 서버는 주로 우분투로 이루어진 리눅스 서버들의 컴퓨터 클러스터로 운영되고 있다. 2009년을 기준으로 위키미디어 재단은 미국 플로리다주에 300대, 네덜란드 암스테르담에 44대의 서버를 운영하였다. 2013년 1월 22일 위키백과는 중요 데이터를 미국의 데이터 센터 공기업인 에퀴닉스로 이전하였다.

### 자동 편집
위키백과에서는 단순 반복적인 활동을 위해 봇이라고 불리는 프로그램이 운영된다. 봇은 자주 혼동되는 오탈자를 바로잡거나 자동으로 생성될 수 있는 반복적인 문구의 삽입과 같은 일을 담당한다. 봇 역시 위키백과 커뮤니티의 사용자들이 작성하여 운영하며 잘못된 사용을 막기 위해 별도의 등록 절차를 거친다.

## 평가

### 긍정적 평가
2005년에 영국의 네이처 지는 브리태니커 백과사전과 위키백과의 42가지 난해한 과학 기사를 비교한 평가 리뷰를 발표하였다. 그 결과는 위키백과의 정확도 수준이 브리태니커 백과사전에 근접한다는 것이었다. 다만 비평가들은 모든 범위의 기사에 대해 무작위로 표본을 추출한 경우 혹은 사회과학이나 논쟁적인 사회 문제에 중점을 둔 유사한 연구의 경우 그렇게 긍정적인 결과가 나오지 못했을 수도 있다고 여겼다. 또 2006년 기사에서 타임 지는 위키백과는 누구나 편집할 수 있는 개방 정책을 갖고 있으며 이로써 위키백과가 세계에서 가장 큰 백과사전으로 만들어질 수 있도록 하고 지미 웨일즈의 비전을 실현한다고 밝혔다.

### 부정적 평가

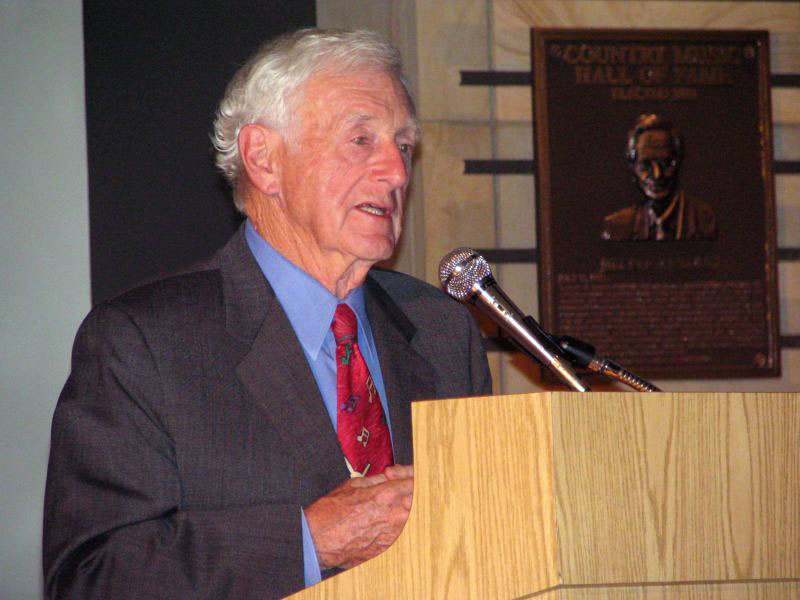
존 시겐설러는 위키백과를 "허점 많고 무책임한 사이트"라고 비판했다.

위키백과는 누구나 참여할 수 있기 때문에 편집자의 시각에 따라 누군가가 악의적인 의도 등으로 잘못된 정보를 입력할 수 있고 이에 따라 잘못된 정보가 퍼져나갈 수 있다는 문제점이 제기되어 왔다. 예를 들어 2005년 영어 위키백과에서는 존 시겐설러라는 미국의 전직 언론인이 존 F. 케네디 대통령의 암살에 관여했다는 잘못된 정보가 올려져 있었다는 점이 밝혀졌으며 한 익명 사용자가 신바드라는 미국의 코미디언이 사망했다는 거짓 정보를 올려 인터넷 전반에 잘못된 소문이 퍼지기도 했다.
또한 위키백과는 미국 내의 보수주의자들로부터 자유주의적이라는 비판을 받아왔다. 이로 인해 컨서버피디아가 2006년에 개설되었다.
미 연구팀에 의하면 영어판 위키백과에 등록된 문서 중 회사 관련 내용의 약 60% 정도가 잘못된 사실을 담고 있다는 연구결과가 나왔다. 연구팀의 교수는 이를 특정 회사들이 이미지를 긍정적으로 만들기 위해 위키백과에 회사에 유리한 내용을 삽입하기 때문인 것으로 추정하고 있다.

## 같이 보기
- 한국어 위키백과
- 언어별 위키백과 목록
- 집단 지성
- 274301 위키피디아
- 지미 웨일스
- 래리 생어
- 백괴사전